# Гепатологія
Гепатологія (від ἥπατος — печінка і λόγος — вчення) — розділ гастроентерології, який вивчає анатомічну будову, фізіологію та морфологію печінки в умовах норми та патології.
Лікар який лікує печінку, називається гепатолог. Він допомагає при порушенням функцій цього органу. 
| Медицина | Це незавершена стаття з медицини. Ви можете допомогти проєкту, виправивши або дописавши її. |